# شهرستان پردیس
شهرستان پردیس یکی از شهرستان‌های استان تهران است. مرکز این شهرستان، شهر جدید پردیس است. مرکز شهرستان پردیس در ۱۷ کیلومتری شمال‌شرق شهر تهران در محور آزادراه پردیس-تهران قرار دارد.

## تاریخچه
این شهرستان در آذرماه ۱۳۹۱ متشکل از بخش بومهن و بخش جاجرود ایجاد شد. طبق آخرین تقسیمات در آذرماه ۱۳۹۹، بخش مرکزی نیز در این شهرستان تشکیل شد.

## موقعیت جغرافیایی
محدودهٔ جغرافیایی شهرستان پردیس از روستای «تلو» در سرخه‌حصار آغاز شده و تا انتهای بخش بومهن ادامه دارد.
شهرستان پردیس از شرق با شهرستان دماوند، از غرب با شهرستان تهران، از شمال با شهرستان شمیرانات و از جنوب با شهرستان پاکدشت دارای مرز مشترک است.

## تقسیمات کشوری
طبق آخرین تقسیمات، شهرستان پردیس شامل ۳ بخش،۶ دهستان و ۴ شهر به شرح زیر است:
| بخش    | مرکز بخش | جمعیت بخش ۱۳۹۵ | نام دهستان | مرکز دهستان  | جمعیت دهستان ۱۳۹۵ | شهر               | جمعیت شهر ۱۳۹۵      |
| ------ | -------- | -------------- | ---------- | ------------ | ----------------- | ----------------- | ------------------- |
| مرکزی  | پردیس    | ۷۸٬۵۴۴ نفر     | باغ کمش    | باغ کمش      | ۳٬۲۶۲ نفر         | پردیس             | ۷۳٬۳۶۳ نفر          |
| مرکزی  | پردیس    | ۷۸٬۵۴۴ نفر     | کرشت       | کرشت         | ۱٬۹۱۹ نفر         | پردیس             | ۷۳٬۳۶۳ نفر          |
| بومهن  | بومهن    | ۸۰٬۶۴۰ نفر     | گلخندان    | گل‌خندان قدیم | ۱٬۲۳۰ نفر         | بومهن             | ۷۹٬۰۳۴ نفر          |
| بومهن  | بومهن    | ۸۰٬۶۴۰ نفر     | طاهرآباد   | طاهرآباد     | ۳۷۶ نفر           | بومهن             | ۷۹٬۰۳۴ نفر          |
| جاجرود | خسروآباد | ۹٬۸۶۴ نفر      | جاجرود     | خسروآباد     | ۱٬۱۸۱ نفر         | سعیدآباد خسروآباد | ۷٬۲۰۰ نفر ۱٬۰۸۳ نفر |
| جاجرود | خسروآباد | ۹٬۸۶۴ نفر      | سعیدآباد   | سعیدآباد     | ۴۰۰ نفر           | سعیدآباد خسروآباد | ۷٬۲۰۰ نفر ۱٬۰۸۳ نفر |